# Harry Hayes
John Henry «Harry» Hayes (Rosario, 20 de enero de 1891-Rosario, 25 de julio de 1976) fue un futbolista argentino. Con 224 goles documentados, es el máximo goleador de la historia de Rosario Central, contando desde 1905 al presente. Es -junto a su hermano Ennis- el jugador que más títulos oficiales de primera división ganó en la historia de Central, con 20 logros de esta índole, de los cuales 5 son torneos nacionales de AFA y 15 pertenecientes a la Liga Rosarina de Fútbol. 
Su hermano Ennis, fue otro de los grandes jugadores de Rosario Central de las décadas de 1910 y de 1920.

## Jugador

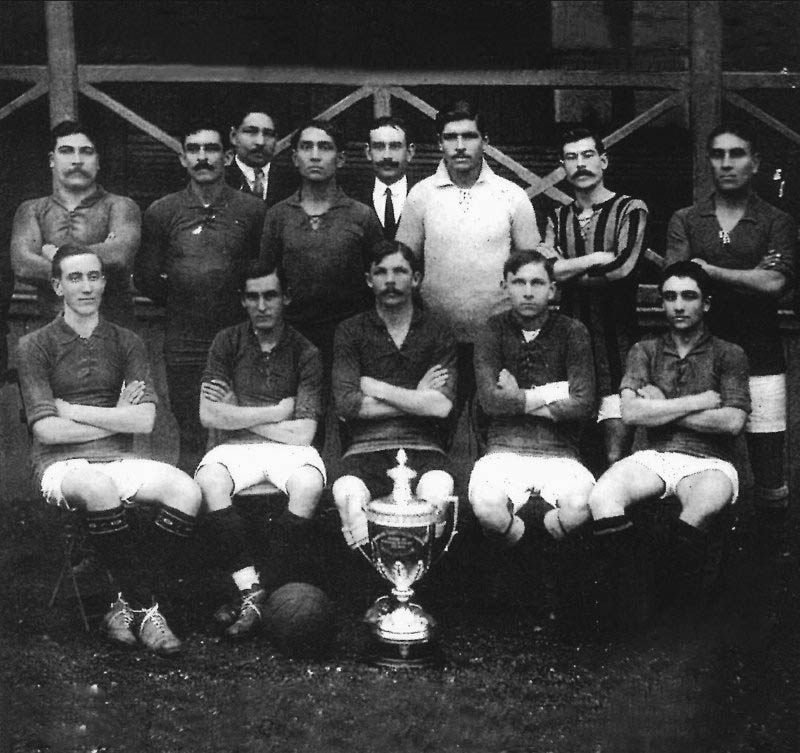
Harry (con la copa), en el equipo campeón de la Copa de Competencia de la Federación Argentina de 1913.

Comenzó su carrera futbolística desde chico en el Club Gimnasia y Esgrima de Rosario. En 1905, cuando contaba con 14 años de edad pasó a Rosario Central, que pagó la cifra de cinco pesos por su pase. De esta manera se convirtió en el primer jugador en ser transferido en Rosario. Defendió la camiseta auriazul desde 1907 hasta 1926, año de su retiro, obteniendo el título de campeón de la Liga Rosarina de Fútbol (Copa Nicasio Vila) en 7 oportunidades, la Federación Rosarina en una oportunidad, y de la Asociación Amateurs Rosarina 2 veces. A nivel nacional, con los auriazules obtuvo la Copa Dr. Carlos Ibarguren de 1915, y otras cuatro copas nacionales oficiales de relevancia.
Fue un delantero goleador por excelencia. Tenía un disparo de media distancia muy violento y gran fortaleza física, además de una gran maestría para definir frente al arco. Según el periodista Cipriano Roldán "fue el iniciador y mejor maestro de una escuela que ha perdurado en el fútbol rosarino a través del tiempo. Su característica, el pase corto, la gambeta estilizada, sin descuidar el efectivismo, rubricó el virtuosismo de nuestro fútbol, que ganó así fama y prestigio en el país y en el extranjero. De modalidad propia, se le veía tomar la pelota en el centro de la cancha, gacha la cabeza, y eludir, en breves zig-zags, a toda una defensa. Sus goles, de gran factura, amagando a un costado para vencer al guardavalla por el lado opuesto, hicieron época".
Fue el máximo goleador centralista en todos los títulos locales que Rosario Central obtuvo. En 1914, anotó la suma de 51 goles en 20 partidos. Además, es el máximo goleador del club de Arroyito de la historia del Clásico rosarino ante Newell's Old Boys, con 24 tantos.
Harry Hayes es el máximo goleador en la historia completa de Rosario Central. Anotó 198 goles en 190 partidos. De éstos 146 anotaciones fueron por torneos rosarinos, y 28 en torneos nacionales. Esta cifra puede llegar a aumentar, dado que hay goles entre 1905 y 1920 que se desconocen ya que los medios de la época no lo documentaron.
Tal fue su popularidad en el club, que aparece nombrado en el tango Dale Central, compuesto por Edmundo Longobuco, Roberto Puccini, Ricardo Michelman y José Sala, en 1971.

### Familia
Harry Hayes era hijo de inmigrantes británicos que habían viajado a Argentina en un barco de carbón.

#### Relación con su hermano Ennis y con Zenón Díaz
Con su hermano Ennis tuvo una actitud protectora pero a la vez severa en cuanto a los desvíos de conducta que tenía. Cuentan que cuando Ennis protagonizó su famosa acción burlona de eludir a toda la defensa rival y sentarse sobre la pelota frente al arco vacío, Harry le reprochó la actitud, diciéndole que no debía humillar al rival. Al mismo tiempo, cuando algún back sanguinario se ensañaba con el ágil Ennis, Harry correspondía el juego brusco, en defensa de su hermano.
Con Zenón lo ligó una gran amistad, y la responsabilidad de ser los ídolos absolutos del naciente club, al punto de que se juraron nunca vestir otra camiseta que la de Rosario Central.

## Selección nacional

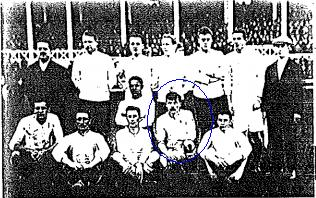
Hayes en el seleccionado Argentino que obtuvo la Copa Centenario de la Revolución de mayo de 1910, de la que también fue goleador.

A poco de debutar oficialemente fue convocado al combinado nacional que venció a la selección de Chile 3 a 1 en Buenos Aires. A los encuentros con la Selección considerados como oficiales, hay que agregar muchos otros que no revisten éste carácter como aquel ante Swindon Town Football Club de Inglaterra en 1912, donde Harry se ganó los elogios de la prensa porteña, u otro ese mismo año ante un seleccionado de Brasil disputado en Río de Janeiro, con triunfo argentino 5-0 y en el que Hayes marcó cuatro goles.
Llegó a ser 40 veces seleccionado nacional o interprovincial. Disputó la Copa América (antiguo Campeonato Sudamericano) en el año 1916, siendo subcampeón.

### Participaciones en la Copa América
| Copa                         | Sede      | Resultado  | Partidos Jugados | Goles |
| ---------------------------- | --------- | ---------- | ---------------- | ----- |
| Campeonato Sudamericano 1916 | Argentina | Subcampeón | 1                | 0     |

### Participaciones Oficiales en la Selección
| Instancia                           | Fecha      | Rival   | Resultado | Goles |
| ----------------------------------- | ---------- | ------- | --------- | ----- |
| Partido amistoso                    | 27-05-1910 | Chile   | 3-1       | 1     |
| Copa Centenario Revolución de Mayo  | 05-06-1910 | Chile   | 5-1       | 2     |
| Copa Centenario Revolución de Mayo  | 12-06-1910 | Uruguay | 4-1       | 1     |
| Copa Lipton                         | 15-08-1910 | Uruguay | 1-3       | 1     |
| Copa Lipton                         | 15-08-1911 | Uruguay | 0-2       | 0     |
| Copa Newton                         | 17-09-1911 | Uruguay | 3-2       | 0     |
| Copa Gran Premio de Honor Uruguayo  | 08-10-1911 | Uruguay | 1-1       | 0     |
| Copa Gran Premio de Honor Argentino | 22-10-1911 | Uruguay | 2-0       | 0     |
| Copa Gran Premio de Honor Uruguayo  | 29-10-1911 | Uruguay | 0-3       | 0     |
| Copa Lipton                         | 15-08-1912 | Uruguay | 0-2       | 0     |
| Copa Gran Premio de Honor Uruguayo  | 25-08-1912 | Uruguay | 0-3       | 0     |
| Copa Newton                         | 06-10-1912 | Uruguay | 3-3       | 0     |
| Copa Gran Premio de Honor Argentino | 31-08-1913 | Uruguay | 2-0       | 1     |
| Copa Gran Premio de Honor Uruguayo  | 18-07-1915 | Uruguay | 3-2       | 1     |
| Copa Lipton                         | 15-08-1915 | Uruguay | 2-1       | 1     |
| Copa Newton                         | 12-09-1915 | Uruguay | 0-2       | 0     |
| Campeonato Sudamericano 1916        | 17-07-1916 | Uruguay | 0-0       | 0     |
| Copa Lipton                         | 15-08-1916 | Uruguay | 2-1       | 0     |
| Copa Club Círculo de La Prensa      | 29-10-1916 | Uruguay | 1-3       | 0     |
| Copa Gran Premio de Honor Uruguayo  | 18-09-1918 | Uruguay | 1-1       | 0     |
| Copa Gran Premio de Honor Uruguayo  | 18-09-1919 | Uruguay | 1-4       | 0     |

### Selección Rosarina
Hayes también integró en numerosas ocasiones la selección de Rosario, que en las primeras décadas del siglo XX tenía mucha importancia, disputando encuentros hasta con selecciones nacionales. Entre sus participaciones más importantes se pueden mencionar las siguientes: el 20 de mayo de 1909 jugó ante Tottenham Hotspur de Inglaterra; en 1912, el seleccionado de la Federación Rosarina venció 2-1 al de Argentina con un gol de Hayes; el 25 de octubre de 1915 ante Uruguay, obtuvo la Copa Asociación, venciendo 3-2. El 24 de septiembre de 1916 ganó la Copa Rosario al derrotar 2-0 a la selección de Buenos Aires; ante este mismo equipo obtuvo la Copa Mariano Reyna, el 25 de mayo de 1918, marcando un gol en la victoria rosarina 3-0; el 19 de junio de 1919 ante Santa Fe, convirtiendo un gol en el triunfo 5-0. Además integró la selección de la Provincia de Santa Fe que participó de la primera Copa de las Federaciones, obteniendo el subcampeonato, habiendo caído ante Capital Federal.

## Estadísticas y detalles

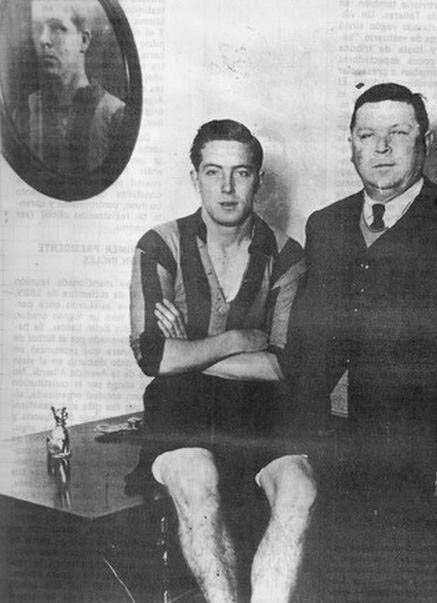
Harry, ya en edad madura, junto a su hijo Enrique, también jugador de Rosario Central en las décadas de 1930 y de 1940.

- Es el máximo goleador de la historia de Central desde 1903 hasta la fecha, con 224 goles documentados. Lo siguen en esta lista: su hermano Ennis (153 tantos), Marco Ruben (106), Luis Indaco (101), el Torito Aguirre (98), Mario Alberto Kempes (97).

- Es el jugador que más títulos oficiales de primera división ganó en la historia de Central, con 20 logros de esta índole, de los cuales 5 son torneos nacionales de AFA y 15 pertenecientes a la Liga Rosarina de Fútbol.

- Es el máximo goleador ante Newell´s, con 23 goles. Lo siguen: Edgardo Bauza, Ennis Hayes y Antonio Vázquez, con 9 tantos cada uno.

- Otros equipos que sufrieron sus goles en cantidad: Tiro Federal 22 goles, Gimnasia y Esgrima de Rosario 21, Argentino (Rosario) 14, Provincial 13, Atlético del Rosario 11, Atlantic Sportsmen 10, Central Córdoba 9, Belgrano (Rosario) 9.

- Convirtió 5 goles en un partido en 1915, frente a Atlantic Sportsmen; de a 4 por encuentro: frente a Atlético del Rosario en 1912, en 1914 ante Gimnasia y Argentino, en 1915 ante Newell's y Belgrano, en 1917 ante Provincial.

- Anotó 146 goles en 124 encuentros por torneos rosarinos y 28 tantos en 50 encuentros por copas nacionales.

- El 21 de septiembre de 1913 convirtió el gol de la victoria en la final de la Copa Competencia ante Argentino de Quilmes. En el minuto 82´ de partido anotó el tanto para el 3-2 definitivo. Fue el primer título nacional de la historia para Rosario Central.[11]

- El 11 de enero de 1920 anotó 2 de los tres tantos con los cuales Central derrotó a Newell's en la histórica final por el título de la Copa Nicasio Vila de 1919.

- En 1914 marcó 40 goles en 18 partidos; al año siguiente hizo 24 en 12 encuentros; en 1919 15 en 13; en 1926 se retiró con 3 goles en 3 juegos.

- Además de los 16 títulos oficiales ganados con Rosario Central, obtuvo otros 7 con la Selección Argentina.

- Fue goleador de la Copa Centenario Revolución de Mayo con la albiceleste.

- Ostentó en dos ocasiones la capitanía de la Selección Argentina: el 31 de julio de 1913 y el 18 de julio de 1919, ambos ante Uruguay.

- En la Selección Argentina cuenta con el curioso récord de haber enfrentado en 20 partidos consecutivos al mismo rival, Uruguay.[12]

- Con la casaca albiceleste marcó 5 goles al hilo en 4 encuentros en 1910.

- Fue el entrenador de la selección de Rosario en el encuentro en que venció 4-0 a FC Barcelona, con cuatro goles de Luis Indaco. Dicho encuentro se disputó el 19 de agosto de 1928.

Resumen según posiciones obtenidas en el club
| Temporada | Liga Rosarina | Copa Competencia | Copa de Honor | Copa Ibarguren |
| --------- | ------------- | ---------------- | ------------- | -------------- |
| 1906      | 2.º           | SF               | SF            | -              |
| 1907      | 2.º           | 1/8              | 1/4           |                |
| 1908      | 1.º           | SF               | 1/4           | -              |
| 1909      | 2.º           | 1/8              | 1/8           |                |
| 1910      | 2.º           | 1/8              | 1/8           | -              |
| 1911      | 2.º           | 1/4              | 1/4           | -              |
| 1912      | 6.º           | 1/4              | 1/8           | -              |
| 1913      | 1.º           | 1.º              | -             | -              |
| 1914      | 1.º           |                  |               | 2.º            |
| 1915      | 1.º           | 1/8              | 1/8           | 1.º            |
| 1916      | 1.º           | 1.º              | 1.º           | 2.             |
| 1917      | 1.º           | SF               | SF            | 2.º            |
| 1918      | 2.º           | 1/4              | 1/4           | -              |
| 1919      | 1.º           | -'               | -             | 2.º            |
| 1920      | 1.º           | 1.º              | -             | -              |
| 1921      | 1.º           | -                | -             | -              |
| 1922      | 4.º           | -                | -             | -              |
| 1923      | 1.º           | -                | -             | 2.º            |
| 1924      | 3.º           | -                | -             | -              |
| 1925      | 3.º           | -                | -             | -              |
| 1926      | 6.º           | -                | -             | -              |

Notas:
- Otros significados: SF (llegó hasta la semifinal), 1/4 (llegó hasta cuartos de final), 1/8 (llegó hasta los octavos de final).

Goles por año en Central
| Año  | Goles |
| ---- | ----- |
| 1906 | 1     |
| 1907 | 0     |
| 1908 | 15    |
| 1909 | 3     |
| 1910 | 4     |
| 1911 | 12    |
| 1912 | 6     |
| 1913 | 3     |
| 1914 | 40    |
| 1915 | 25    |
| 1916 | 16    |
| 1917 | 6     |
| 1918 | 5     |
| 1919 | 18    |
| 1920 | 6     |
| 1921 | 0     |
| 1922 | 2     |
| 1923 | 0     |
| 1924 | 5     |
| 1925 | 4     |
| 1926 | 3     |

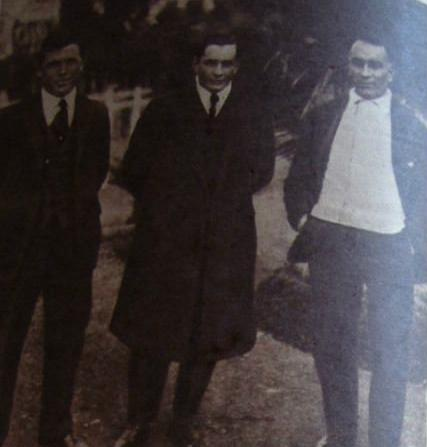
Harry, Ennis Hayes y Zenón Díaz, en la previa del encuentro ante Uruguay por el Sudamericano 1916.

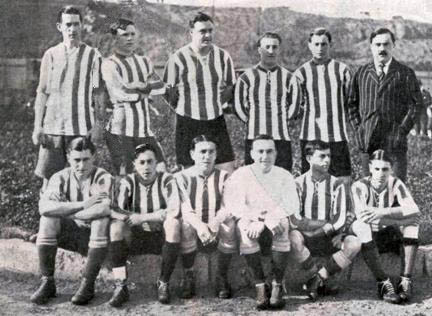
Harry con la casaca argentina en una formación de 1915.

Nota: Hay que considerar que los datos publicados no son completos; existe un faltante de información en partidos de varios años, en especial el período comprendido entre 1906 y 1913, así como el año 1921, del que no se conocen goleadores de los encuentros disputados por Central.

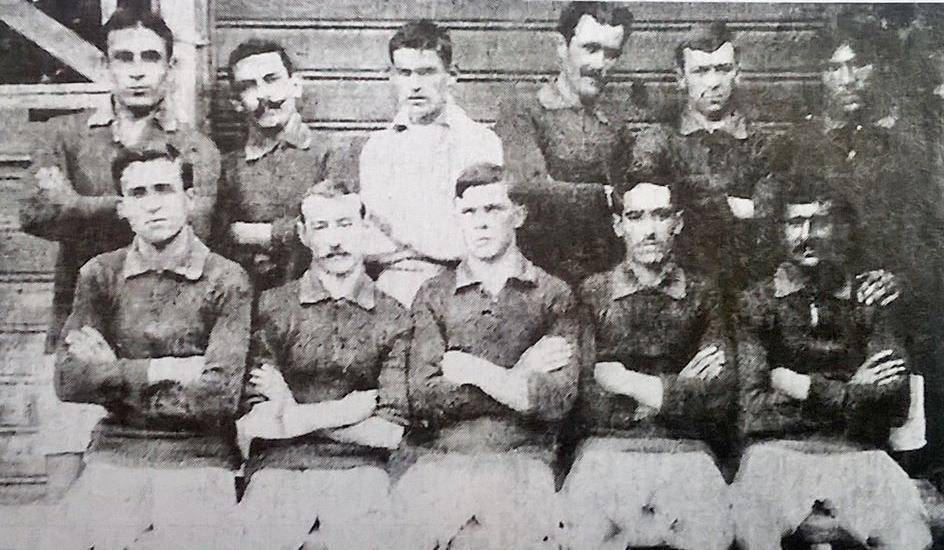
Formación canalla de 1910. Harry se encuentra en el centro de los sentados.

Goles a Newell's
| Fecha      | Torneo           | Resultado  | Goles |
| ---------- | ---------------- | ---------- | ----- |
| 02-08-1908 | Copa Vila        | RC 9-NOB 3 |       |
| 29-08-1908 | Copa Vila        | RC 3-NOB 0 |       |
| 08-08-1909 | Copa Vila        | RC 2-NOB 3 |       |
| 18-07-1909 | Copa de Honor    | RC 2-NOB 3 |       |
| 31-09-1910 | Copa Vila        | RC 2-NOB 4 |       |
| 25-05-1914 | Copa Vila        | RC 6-NOB 2 |       |
| 11-10-1914 | Copa Vila        | RC 5-NOB 0 |       |
| 25-05-1915 | Copa Vila        | RC 6-NOB 0 |       |
| 01-11-1916 | Copa Vila        | RC 6-NOB 0 |       |
| 12-05-1918 | Copa Vila        | RC 1-NOB 0 |       |
| 09-06-1918 | Copa Competencia | RC 3-NOB 1 |       |
| 04-05-1919 | Copa Vila        | RC 2-NOB 0 |       |
| 11-01-1920 | Copa Vila        | RC 3-NOB 2 |       |

## Entrenador
En 1928, dos años luego de haber dejado la actividad como futbolista, Hayes fue designado para ser entrenador del primer equipo de Rosario Central. En su primer año al frente del equipo auriazul logró el título de campeón de la Liga Rosarina de Fútbol, ganándole la final de desempate por el título de la Copa Vila de aquel año nada menos que a su clásico rival -Newell´s Old Boys- 1 a 0, en duelo disputado en terreno rojinegro. Este dato convierte a Harry Hayes, junto a Eduardo Blanco y a Edgardo Bauza como uno de los únicos tres exfutbolistas en toda la historia de Rosario Central que fueron campeones tanto como jugadores y como entrenadores. 
En su primer paso al frente del primer equipo en 1928, Hayes logró 14 victorias, 4 empates y 3 derrotas. También en 1928 dirigió a la Selección de Rosario en el encuentro en que venció 4-0 a FC Barcelona, con cuatro goles de Luis Indaco.
En 1934 tuvo un segundo paso por Central. Al asumir en aquel año, fue Harry Hayes quien dispuso que los jugadores profesionales comenzaran a concentrar un día antes de cada partido y también presentó un estricto código a cumplir para los días de entrenamientos y partidos. Finalizó subcampeón tanto del torneo de Liga como en la Copa Preparación de aquel año.
En total, en sus dos pasos por la institución totalizó 43 partidos, con 30 victorias, 7 empates y 9 derrotas.

## Palmarés como jugador

### Con Rosario Central

#### Torneos nacionales oficiales
| Título                          | País      | Año  |
| ------------------------------- | --------- | ---- |
| Copa de Competencia             | Argentina | 1913 |
| Copa Dr. Carlos Ibarguren       | Argentina | 1915 |
| Copa de Honor                   | Argentina | 1916 |
| Copa de Competencia Jockey Club | Argentina | 1916 |
| Copa de Competencia             | Argentina | 1920 |

#### Torneos locales oficiales
| Título                                   | Asociación                      | Año  |
| ---------------------------------------- | ------------------------------- | ---- |
| Copa Nicasio Vila                        | Liga Rosarina de Fútbol         | 1908 |
| Copa Damas de Caridad                    | Liga Rosarina de Fútbol         | 1910 |
| Federación Rosarina de Football          | Federación Rosarina de Football | 1913 |
| Copa Nicasio Vila                        | Liga Rosarina de Fútbol         | 1914 |
| Copa Damas de Caridad                    | Liga Rosarina de Fútbol         | 1914 |
| Copa Nicasio Vila                        | Liga Rosarina de Fútbol         | 1915 |
| Copa Damas de Caridad                    | Liga Rosarina de Fútbol         | 1915 |
| Copa Nicasio Vila                        | Liga Rosarina de Fútbol         | 1916 |
| Copa Damas de Caridad                    | Liga Rosarina de Fútbol         | 1916 |
| Copa Nicasio Vila                        | Liga Rosarina de Fútbol         | 1917 |
| Copa Nicasio Vila                        | Liga Rosarina de Fútbol         | 1919 |
| Asociación Amateurs Rosarina de Football | Asociación Amateurs             | 1920 |
| Asociación Amateurs Rosarina de Football | Asociación Amateurs             | 1921 |
| Copa Estímulo                            | Liga Rosarina de Fútbol         | 1922 |
| Copa Nicasio Vila                        | Liga Rosarina de Fútbol         | 1923 |

### Con la Selección Argentina
| Título                             | País              | Año  |
| ---------------------------------- | ----------------- | ---- |
| Copa Centenario Revolución de Mayo | Argentina         | 1910 |
| Copa Newton                        | Argentina Uruguay | 1911 |
| Copa Honor Argentino               | Argentina Uruguay | 1911 |
| Copa Honor Argentino               | Argentina Uruguay | 1913 |
| Copa Honor Uruguayo                | Argentina Uruguay | 1915 |
| Copa Lipton                        | Argentina Uruguay | 1915 |
| Copa Lipton                        | Argentina Uruguay | 1916 |
| Copa Círculo de la Prensa          | Argentina Uruguay | 1916 |

## Palmarés como entrenador

### Con Rosario Central

#### Torneos locales oficiales
| Título            | Asociación              | Año  |
| ----------------- | ----------------------- | ---- |
| Copa Nicasio Vila | Liga Rosarina de Fútbol | 1928 |